# Gabinete Gambetta
O Gabinete Gambetta foi o ministério formado por Léon Gambetta em 14 de novembro de 1881 e dissolvido em 26 de janeiro de 1882. Foi o 16º gabinete da Terceira República Francesa, sendo antecedido pelo Gabinete Ferry I e sucedido pelo Gabinete Freycinet II.

## Contexto
Durante as eleições legislativas de agosto-setembro de 1881, a "União Republicana" de Léon Gambetta saiu vitoriosa (204 deputados), tornando impossível para o Presidente da República, Jules Grévy, adiar novamente a nomeação de Gambetta como chefe de governo. O novo Presidente do Conselho de Ministros convocou homens jovens e pouco conhecidos, essencialmente seus próprios seguidores, uma vez que os principais líderes republicanos estavam em desacordo com suas políticas econômicas ou preferiam manter suas posições na Assembleia Nacional Francesa.
Empossado, Gambetta apresentou um programa de reformas: reforma constitucional sobre a eleição para o Senado francês e o uso do voto em lista para a eleição de deputados; reforma do Poder Judiciário; criação do imposto de renda; recurso ao endividamento para apoiar a agricultura; construção de novas ferrovias; criação de dois novos ministérios (Agricultura e Artes). Contudo, o gabinete foi boicotado pelo Presidente Jules Grévy nos bastidores, assim como por parte da esquerda, que criou o grupo "Esquerda Radical" e levou consigo alguns deputados da União Republicana de Gambetta.
Nesse contexto, o Presidente do Conselho apresentou um projeto para extinguir os senadores inamovíveis, proposta que os radicais consideraram insuficiente, exigindo do governo a abolição completa do Senado. Ao perder na comissão que analisaria o projeto, Gambetta apresentou sua renúncia a Grévy no mesmo dia. Em janeiro de 1882, o Presidente da República nomeou Charles de Freycinet como chefe de governo pela segunda vez.

## Composição

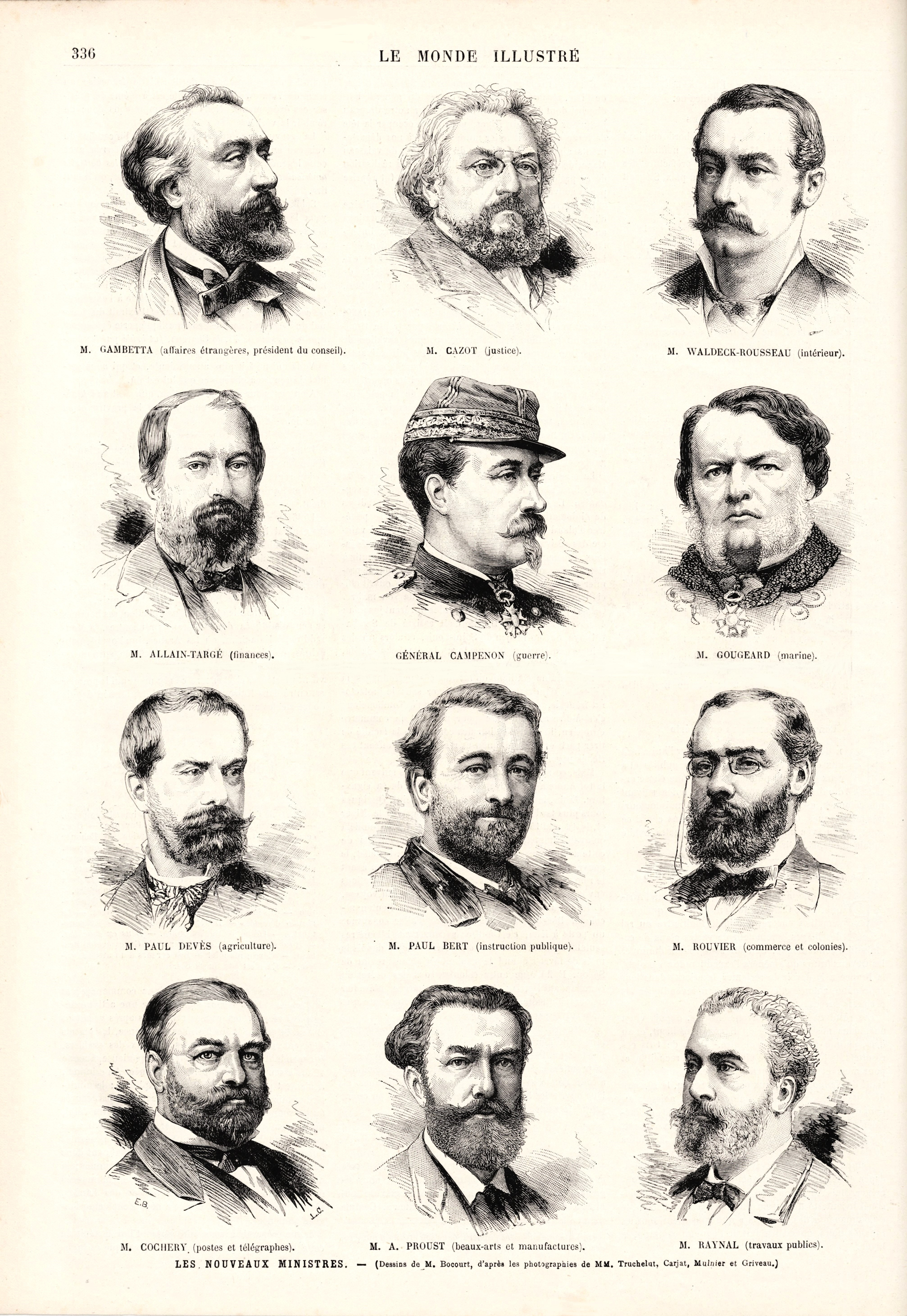
O Gabinete Gambetta em ilustração de 1881.

- Presidente da República: Jules Grévy
- Presidente do Conselho de Ministros: Léon Gambetta
- Ministro dos Estrangeiros: Léon Gambetta
- Ministro da Justiça e Guardião dos Selos: Jules Cazot
- Ministro do Interior: Pierre Waldeck-Rousseau
- Ministro da Guerra: Jean-Baptiste Campenon
- Ministro das Finanças: François Allain-Targé
- Ministro da Marinha: Auguste Gougeard
- Ministro da Instrução Pública e Cultos: Paul Bert
- Ministro das Obras Públicas: David Raynal
- Ministro da Agricultura: Paul Devès
- Ministro do Comércio e Colônias: Maurice Rouvier
- Ministro dos Correios e Telégrafos: Adolphe Cochery
- Ministro das Artes: Antonin Proust

## Realizações
- Estabelecimento de um protetorado francês na Tunísia;
- Negociações para a presença francesa no Egito, ao lado dos britânicos.